# 安富正文
安富 正文（やすとみ まさふみ、1948年2月24日 - ）は、日本の国土交通官僚。元国土交通事務次官。長崎県長崎市出身。

## 経歴・業績

### 生い立ち
1948年、長崎県長崎市生まれ。長崎県立長崎東高等学校を経て、1970年に東京大学法学部第1類（私法コース）卒業後、運輸省に入省。

### 運輸・国交官僚として
内閣官房内閣参事官、運輸省航空局次長などを経て、1999年に鉄道局長就任。フリーゲージトレインの実用化に向けた実験を進める方針を示し、新下関駅構内に試験場を設置した。2001年からは国土交通省海事局長を務め、小笠原航路へのテクノスーパーライナー導入計画を進めたが、東京都との協議が難航し、実現しなかった。その後、2002年国土交通省大臣官房長、2004年国土交通審議官を経て、2006年に国土交通事務次官就任。これまで国交省の事務次官人事は建設省出身技官、同事務官、運輸省出身者で一巡するとみられていため、前々任の岩村敬（運輸）、前任の佐藤信秋（建設技官）に続き、運輸省出身である安富が次官に就任したことは省内で波紋を呼んだ。
審議官・事務次官在任中は以下のような取り組みを行った。
- 平成16年7月新潟・福島豪雨や平成16年7月福井豪雨をはじめとして集中豪雨等による被害が深刻化していたことを受けて、「安全・安心のためのソフト対策推進大綱」を発表し減災を実現させるための方針を示した[6]。
- 新潟県中越地震による被害等を踏まえ、「建築物の耐震改修の促進に関する法律の一部を改正する法律」を施行した[6]。
- JR福知山線脱線事故や航空関連での事故が多発していたことを受けて、「運輸安全マネジメント」を導入し運輸事業者に安全性の向上を課した[6]。
- 観光立国推進基本法施行を踏まえて、観光庁の創設に向けて尽力した[7]。
- 経営状態が厳しいJR北海道、JR四国、JR九州、JR貨物4社に対する経営支援措置の継続を決めた[8]。

また、2007年1月に国交省の元職員による官製談合問題が発覚したことを受け、入札談合防止対策検討委員長を務め調査を進めた。同年6月には監督責任を問われ訓告処分を受けた。同年7月に事務次官を退き、同省顧問に就任した。

### 退官後
2007年10月、港湾近代化促進協議会長に就任。同在任中、都市経済研究家の加藤康子から産業遺産の世界遺産登録に関して相談を受け、稼働遺産の保全について林田博（当時：国交省港湾局長）と三者で協議した。その結果、文化庁とは異なる枠組みで登録を目指す必要があると判断し、和泉洋人（当時：内閣官房地域活性化統合事務局長）に協力を請うたところ、内閣官房内に担当部局が設置されることとなり、一連の取り組みが前進した。
一国が世界遺産に推薦できるのは一年に一件であるが、2013年の政府推薦に関しては長崎の教会群とキリスト教関連遺産も検討されており、出身地である長崎に関連する2案件が競合する形となった。結局は明治日本の産業革命遺産が推薦される結果となり、2015年には明治日本の産業革命遺産 製鉄・製鋼、造船、石炭産業として世界遺産登録を果たした。
また、2009年に東京地下鉄株式会社顧問となり、副社長を経て、2019年まで会長を務め、同年顧問に就任した。
2023年4月4日、国土交通省OBで東京地下鉄会長の本田勝による、空港施設株式会社への役員人事介入問題で、国土交通省が行った本田氏への聞き取り調査の結果、人事介入に関する「有力なOB」とされていたことが判明した。

## 年譜
- 1966年 - 長崎県立長崎東高等学校卒業
- 1970年 - 東京大学法学部第1類（私法コース）卒業後、運輸省入省、同省港湾局管理課
- 1973年 - 同省鉄道管理局総務課法規係長
- 1975年 - 同省東京陸運局総務部企画課長
- 1977年 - 同省航空局技術部運航課補佐官
- 1978年 - 同省監理部総務課補佐官・沖縄総合事務局運輸部企画室長
- 1980年 - 同省海運第一課長
- 1981年 - 同省自動車局業務部旅客課補佐官
- 1983年 - 同省大阪陸運局自動車部長
- 1984年 - 同省近畿運輸局自動車部長
- 1985年 - 同省近畿運輸局企画部長
- 1986年 - 同省運輸政策局政策企画官
- 1987年4月 - 同省大臣官房付
- 1989年4月 - 同省貨物流通局港湾貨物課長
- 1991年7月 - 同省鉄道局都市鉄道課長
- 1993年7月 - 同省海上技術安全局総務課長
- 1994年7月 - 同省大臣官房人事課長・同省人事管理局
- 1995年6月 - 内閣官房内閣参事官
- 1997年7月 - 運輸省航空局監理部長
- 1998年6月 - 同省航空局次長
- 1999年7月 - 同省鉄道局長
- 2001年1月 - 国土交通省鉄道局長
- 2001年6月 - 同省海事局長
- 2002年7月 - 国土交通省大臣官房長
- 2004年7月 - 国土交通審議官
- 2006年7月 - 国土交通事務次官
- 2007年7月 - 退官、同省顧問
- 2007年10月 - 港湾近代化促進協議会長
- 2009年9月 - 東京地下鉄株式会社顧問
- 2011年6月 - 同社代表取締役副社長
- 2015年6月 - 同社代表取締役会長
- 2018年4月 - 瑞宝重光章を受章[14]
- 2019年6月 - 東京地下鉄株式会社顧問、公益財団法人メトロ文化財団代表理事会長

## 人物
- 幼少期から読書好きであり、漫画も含め歴史小説、ミステリー、理工書など幅広いジャンルの本を読んでいた[2][15]。高校時代は図書部に所属[2]。
- 産業革命遺産の世界遺産登録に際して関わりのあった林田博は長崎東高校の後輩である[7]。